# M4 37mm機関砲
| M4 37mm機関砲 | M4 37mm機関砲                               |
| ------------- | ------------------------------------------- |
| M4 37mm機関砲 |                                             |
| 開発          |                                             |
| 種類          | 機関砲                                      |
| 開発国        | アメリカ合衆国                              |
| 開発者        | ジョン・ブローニング                        |
| 製造業者      | コルト                                      |
| 設計          | 1921–1938年                                 |
| 生産          | 1939年                                      |
| 運用          |                                             |
| 配備          | 1942年                                      |
| 配備先        | アメリカ合衆国 ソビエト連邦                 |
| 関連戦争      | 第二次世界大戦                              |
| 諸元          |                                             |
| 口径          | 37mm                                        |
| 総重量        | 213lbs (96.6kg)                             |
| 砲身重量      | 55lbs (24.9kg)                              |
| 全長          | 89.5in (2,273mm)                            |
| 砲身長        | 65in (1,651mm)                              |
| 弾薬          | 37x145mmR                                   |
| 弾頭重量      | HE：1.34lbs (608g) AP：1.66lbs (753g)       |
| 弾薬総重量    | HE：1.98lbs (898g) AP：2.29lbs (1,039g)     |
| 初速          | HE：2,000fps (610m/s) AP：1,825fps (556m/s) |
| 発射速度      | 150rpm                                      |

M4 37mm機関砲はブローニング・アームズ・カンパニーによって設計された、反動利用の37mm機関砲である。開発中の呼称はT9としても知られる。コルト社がこの機関砲を量産し、1942年に投入された。この兵器はP-39エアラコブラおよびP-63キングコブラに搭載されている。

## 設計、動作
当初設計では対航空機用の兵器だった。この機関砲の砲口初速は610m/sであり、発射率は毎分150発である。普通、弾倉には高性能榴弾を装弾したが、M80徹甲弾を装弾することもできた。M4機関砲は弾倉から給弾され、機関砲上部に配置されたソレノイド機構を介して遠隔操作できた。徹甲弾の威力は射程460mで25.4mm貫通である。
この機関砲はおおまかに
- 砲上部の給弾機構
- 前部の砲身、チューブエクステンダ－、薬室を開閉する閉鎖機
- 砲身直後のトラニオンブロック、砲身下部の駐退ピストン
- 機関部内部のロックフレーム
- 機関砲後面のバックプレート、左右側板、天板

これらで構成されている。
射撃時には砲身、チューブエクステンダー、ロックフレームが後退する。砲身・チューブエクステンダーなどにかかる反動は砲身下部の駐退ピストンが処理する。砲身の後退は作動油を充填した駐退シリンダーが油圧で制御し、砲身の復座は内部のバネで行なう。ロックフレームは給弾・排莢・閉鎖機の上下動・撃鉄の作動などを、機関部内部での後退と前進の作動に伴って、機械的に反復実行する。ロックフレームの反動はバックプレートで処理し、駆動スプリングで射撃位置まで戻す。不動部分はトラニオンブロックと左右側板、天板、給弾機構などである。駐退シリンダーは不動のトラニオンブロックに固定されている。。

## 発射サイクル
機関砲の最初の装填とコッキングは手動で達成される。操縦士が射撃回路を閉じるとソレノイド機構が働いてトリガーを動かし、撃針が弾薬を叩いて撃ち出す。機関砲はこの発射の反動利用で作動する。
発砲すると砲身と薬室とチューブエクステンダーが後退する。その後方の機関部内部のロックフレームは砲身の閉鎖機を下方へとスライドさせて開く。閉鎖機が開かれた後、砲身と薬室、チューブエクステンダーは停止する。薬室内部の空薬莢がエキストラクターに引かれて抜き出され、機関砲の下方へと排出される。ロックフレームは閉鎖機との結合を解いて、慣性で後方へと後退する。これら砲身などの反動は、油圧およびバネで作動する駐退復座装置が吸収する。さらに砲身と薬室、チューブエクステンダーは駐退復座装置のバネの推進力によって前進し、射撃位置に戻る。
ロックフレームには撃針内蔵の垂直鎖栓（閉鎖機）を上下に作動させることで薬室を閉鎖または開放する機能がある。閉鎖機の作動はロックフレーム前部、（機関砲側面図では一部が下方へ飛び出しているのが示される）オペレーティングロッド前端に設けられたT字状ピンを接続し、さらにオペレーティングロッドのガイドピンが左右側板の下部に張り出したカムに従動することで上下動へ変換される。M4機関砲の場合、弾薬筒はリンクベルトによって保持されており、機関砲の左方から入れられる。機関部内部を前後移動するロックフレームに伴い、給弾機構が砲弾をリンクベルトから抜き出し、薬室へと装填する。
ロックフレームは最後方まで後退、機関砲尾部のバックプレートのバッファープランジャーに当たって停止する。バックプレート機構は、裏板内部に2重のバネ構造が内蔵されている。バネ構造の直下にスライド様に可動する2個の三角形状の金属片が入れられ、この金属板に接続するバッファープランジャーが前方へと伸びる。この金属片を介し、バネで保持されたバッファープランジャーが水平に後退してきたロックフレームのエネルギーを垂直方向に吸収する。ロックフレームが後方に下がり、キャリアードグと噛み合った際のキャリアーピンにかかる衝撃が緩和される。給弾機構内部にはロックフレームを保持するキャリアードグとキャリアーキャッチャーが内蔵されており、後退してきたロックフレームを保持する。
それからロックフレームは駆動スプリングによって前方へと力を加えられる。駆動バネ機構はキャリア・ドグに噛み合ってロックフレームを保持する。これは装弾される弾薬によってキャリアーキャッチが旋回運動し、これによってキャリアーを解放するまでである。バネはそれからロックフレーム機構を前方に運び、弾薬を装填し、閉鎖機を押し上げる。もしトリガーが射撃位置で保持されていれば、機関砲は弾倉が空になるまで射撃を自動で繰り返す。

## 給弾機構

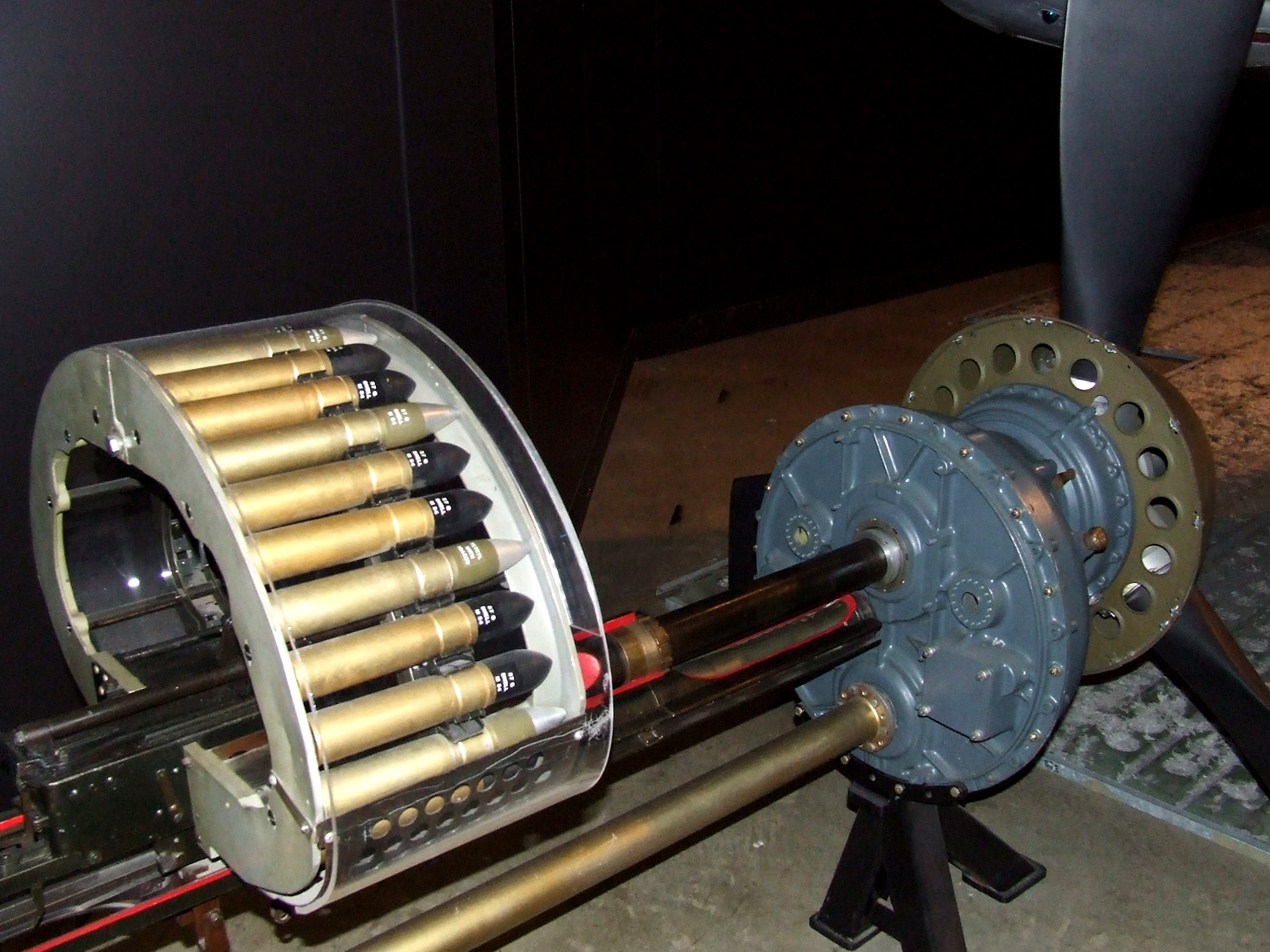
ライト・パターソン基地で展示されるM4機関砲

当初設計では弾薬の供給が5発クリップで行なわれるか、15発リンクベルトもしくは容量30発の非分離式・エンドレスベルト弾倉で行われた。量産にあたり、この30発装弾のエンドレスベルトバージョンが唯一用いられた。M4機関砲は左方向からのみ給弾される。
30発装弾のエンドレスベルト弾倉にはM6の呼称が与えられた。これは長円形のフレームで構成され、形状からホースカラー弾倉とあだ名された。このフレームにエンドレスベルトを巻いて軌条を構成した。

## アメリカ陸軍航空隊

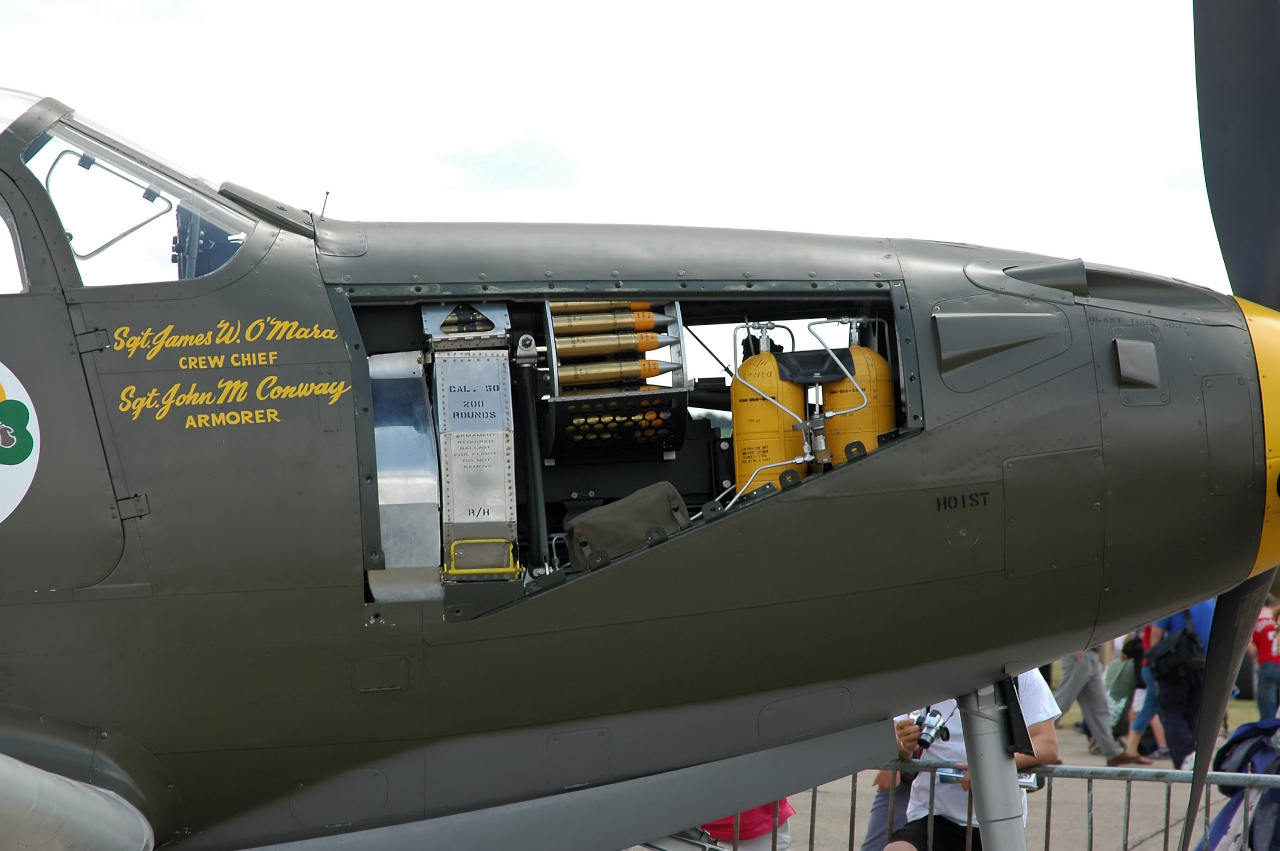
P-39Qエアラコブラの兵装収容部。M4機関砲と「ホースカラー」ドラム弾倉が見える。

この37mm機関砲の低伸しない弾道性はパイロット達から嫌われた。
任務のためにM4機関砲を標準搭載した唯一の航空機はP-39エアラコブラと派生型のP-63キングコブラのみであった。この機体は北アフリカと太平洋の戦場において、アメリカ陸軍航空隊と連合国側の航空兵力が使っている。
試験機であるXP-58「チェイン・ライトニング」は、P-38ライトニングよりも大型で重武装のバージョンで、機首内のM2重機関銃の代わりにM4機関砲4門を搭載していた。もともとの用途はドイツのBf110のように爆撃機編隊を崩すことにあったが、これは後に地上襲撃機へと見直された。
射撃時に弾道が垂れ下がることはアメリカ軍パイロットにとって不慣れであり、4門のM4機関砲は1門の75mm M5砲と2挺のM2重機関銃に交換された。

## アメリカ海軍

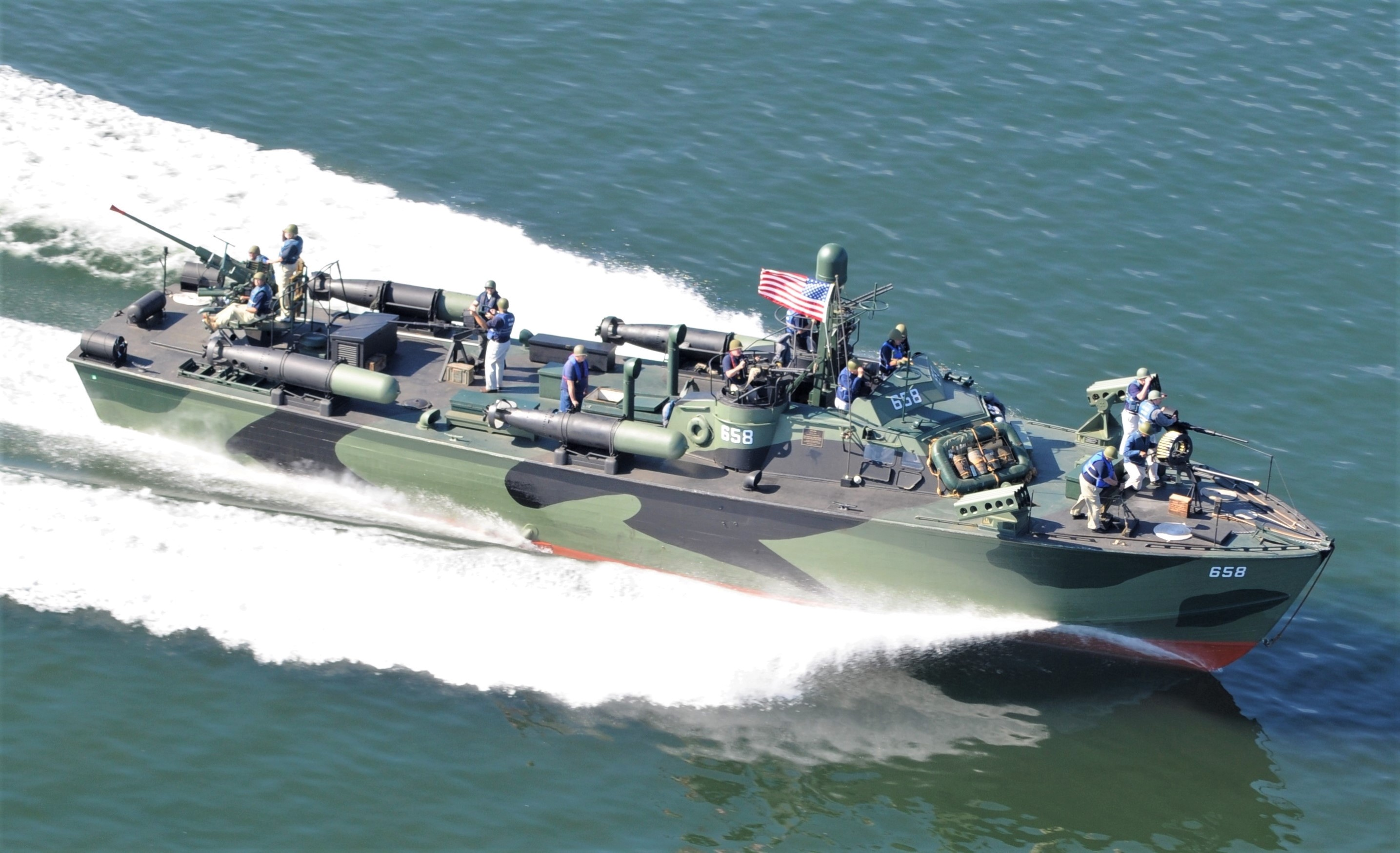
レストアされたPT658。2014年10月、コロンビア川にて撮影。M4 37mm機関砲 が艇首に据えられている。

ソロモン諸島での作戦開始時、アメリカ海軍のPTボートには艦載砲として多数のM4 37mm機関砲が装備された。
主な目標は夜間に島々へと物資を降ろす大発動艇(日本軍の上陸用舟艇)である。最初、これらはヘンダーソン飛行場（現 ホニアラ国際空港）の大破したP-39から外したものを装備し、大発動艇の撃破に成功したために戦争の最後まで使われた。
当初、M4機関砲は前線でしばしば製作されたような、単純な台座式の砲架に据えられ、標準仕様のエンドレスベルト給弾が使用された。後、ボート用装備として改良された、台座式の砲架が設計された。数種類の形状のハンドグリップが使われ、様々な照準器が試された。多数のPTボートの砲手は射撃時の垂れ下がる弾道の照準に曳光弾を用いた。
1944年初頭、造船所の正式な標準装備にM9モデル37mm機関砲が含まれた。

## ソ連空軍
第二次世界大戦中、アメリカ合衆国は赤色空軍にM4機関砲を装備したP-39エアラコブラおよびP-63キングコブラを供給した。アメリカはこうしたレンドリース航空機用のM80徹甲弾を供給しなかったが、ソビエトは123万2991発のM54高性能榴弾を受け取った。
東部戦線において、このM4機関砲はしばしば地上の軟目標に向けられたが、主な用途は空対空戦闘であり、この種の任務に高い効果があった。ソビエトではP-39を対戦車用途に用いていない。
ソ連パイロットはM4の信頼性を評価していたが、1秒3発という発射率の低さと、容量30発の弾倉の小ささに不満を抱いていた。
P-39の供与により、プロペラ軸内から発射される大口径機関砲を有効と判断したのか、後にソ連軍は自国の戦闘機Yak-9Tで、37mm機関砲をモーターカノン式に搭載している。

## アメリカで製造された同時代の砲・後継機材
37mm M9機関砲
37mm M1A2高射機関砲から派生した物で、より長く、より強力な37x223mm SR弾を使用していた。M4と比較し、M9は砲口初速が914.4m/sと50%高く、M4の砲身長が165.1cmであるのに比べて198.1cmであり、砲身単体でも24.9kgに対して54.4kgと重量が2倍ほど重かった。M9の全重は183.7kgであるのに比べ、M4は96.6kgであった。発射速度は同じだった。
この機関砲の採用例は少数しか知られておらず、確認できるものはアメリカ海軍のPTボートである。
37mm M10機関砲
M4機関砲に小さな改修を加えた物である。金属製で分離式のリンクベルトによって給弾し、165発毎分と発射速度が僅かに高い。弾帯とすることでより多量の弾薬を航空機内に収容できるようになり、新規に計58発を備えた。M10はM4を代替したが、代替はP-63キングコブラA-9型から開始された。